# Gerhard Schmidt (Historiker)
Gerhard Schmidt (* 16. Mai 1920 in Darmstadt; † 6. Juni 2001) war ein deutscher Historiker und Archivar.

## Leben
Gerhard Schmidt wurde in Hessen geboren und zog 1926 mit seinen Eltern in die sächsische Landeshauptstadt Dresden. Dort besuchte er die Dreikönigsschule. Ab 1940 studierte Gerhard Schmidt Geschichte, Germanistik und lateinische Sprache an der Universität Leipzig. Nach kurzer Zeit wurde er zur Deutschen Wehrmacht einberufen und musste am Zweiten Weltkrieg teilnehmen. Er geriet in sowjetische Kriegsgefangenschaft, aus der er nach Dresden zurückkehrte.
1946 setzte Gerhard Schmidt sein unterbrochenes Studium in Leipzig fort, dass er 1950 abschloss. Im darauffolgenden Jahr promovierte er zum Dr. phil. 1952 erhielt Gerhard Schmidt am Sächsischen Landeshauptarchiv in Dresden, dem späteren Hauptstaatsarchiv Dresden eine Anstellung als wissenschaftlicher Mitarbeiter. Die fehlende Ausbildung für den höheren Archivdienst holte er bis 1955 am Institut für Archivwissenschaft in Potsdam nach. In den darauffolgenden 20 Jahren war Gerhard Schmidt als staatlicher Archivar und Abteilungsleiter in Dresden für die Bestände ab 1831 zuständig. In dieser Zeit legte er zwei grundlegende Monographien vor: 1966 Die Staatsreform in Sachsen in der ersten Hälfte des 19. Jahrhunderts (= Schriftenreihe des Staatsarchivs Dresden; 7) und 1969 Reformbestrebungen in Sachsen in der ersten Hälfte des 19. Jahrhunderts (= Quellen und Forschungen zur sächsischen Geschichte; 7).
Aufgrund des politischen Druckes verließ er das Archiv in Dresden und ging 1975 an die Akademie der Wissenschaften der DDR, wo er für die Monumenta Germaniae Historica arbeitete. Schwerpunkt seiner Tätigkeit war die Erfassung der Urkunden Kaiser Karl IV. unter Leitung von Eckhard Müller-Mertens. Ferner wirkte er in der Arbeitsgemeinschaft für sächsische Kirchengeschichte. Aus dieser Tätigkeit gingen u. a. die Text-Bildbände Dresden und seine Kirchen und Die Kirchen in der Sächsischen Schweiz hervor.